# Heliconius eleuchia
Espèce
Heliconius eleuchia est un insecte lépidoptère appartenant à la famille des Nymphalidae, à la sous-famille des Heliconiinae et au genre Heliconius.

## Taxinomie
Heliconius eleuchia a été décrit par William Chapman Hewitson en 1854.

### Sous-espèces
- Heliconius eleuchia eleuchia; présent au Costa Rica et en Colombie.
- Heliconius eleuchia eleusinus Staudinger, 1885; présent  en Équateur.
- Heliconius eleuchia primularis Butler, 1869; présent  en Colombie et en Équateur[1].

### Nom vernaculaire
Heliconius eleuchia se nomme White-edged Longwing en anglais.

## Description
Heliconius eleuchia est un grand papillon au corps fin et aux longues ailes antérieures allongées et au bord interne légèrement concave.
Le dessus est de couleur bleu marine ou noire ou marron à ornementation blanche, deux bandes à bords irréguliers aux ailes antérieure, du bord costal à l'angle interne et séparant l'apex du reste de l'aile, une large bande couvrant l'aire submarginale aux ailes postérieures.
Le revers présente la même ornementation avec en plus des taches rose corail dans l'aire basale.

## Biologie

### Plantes hôtes
Les plantes hôtes de sa chenille sont des Passifloraceae, des Passiflora (Astrophea et Passiflora macrophyllum).

## Écologie et distribution
Heliconius eleuchia est présent  au Costa Rica, en Colombie et en Équateur.

### Biotope
Heliconius eleuchia réside jusqu'à une altitude de 2 000 m dans la forêt.

## Protection
Pas de statut de protection particulier.